# 新北街道 (阜新市)
新北街道，是中华人民共和国辽宁省阜新市清河门区下辖的一个乡镇级行政单位。

## 行政区划
新北街道下辖以下地区：
北园子社区和北山社区。